# To Be with You Again
To Be with You Again is een nummer van de Britse band Level 42 uit 1987. Het is de derde single van hun zevende studioalbum Running in the Family. Het nummer gaat over een jongen die zich heel eenzaam voelt sinds zijn meisje weg is, en alles wil doen om weer bij haar te kunnen zijn.
"To Be with You Again" werd in het Verenigd Koninkrijk, Nieuw-Zeeland, het Nederlandse en het Duitse taalgebied een hit. Het nummer haalde de 10e positie in het Verenigd Koninkrijk, de 6e in de Nederlandse Top 40 en de 14e in de Vlaamse Radio 2 Top 30.